# June Sutor
Pour les articles homonymes, voir Sutor.
Dorothy June Sutor (6 juin 1929 - 27 mai 1990) est une cristallographe née en Nouvelle-Zélande qui a passé la majeure partie de sa carrière de chercheuse en Angleterre. Elle a été l'une des premières scientifiques à établir que des liaisons hydrogène pouvaient se former avec des atomes d'hydrogène liés à des atomes de carbone. Elle a ensuite travaillé dans le laboratoire de Kathleen Lonsdale sur la caractérisation et la prévention des calculs urinaires.

## Formation
Sutor est née en Nouvelle-Zélande, dans la banlieue d'Auckland de Parnell, le 6 juin 1929, fille de Victor Edward Sutor, carrossier, et de Cecilia Maud Sutor (née Craner),,. Elle a fait ses études au St Cuthbert's College (en),, et a continué à étudier la chimie au Collège universitaire d'Auckland. Elle a obtenu sa maîtrise en sciences avec mention très bien en 1952 et, sous la direction de Frederick Llewellyn, elle a obtenu son premier doctorat en 1954. Elle a publié son premier article à auteur unique sur Acta Crystallographica, « The unit cell and space group of ethyl nitrolic acid », alors qu'elle était étudiante,.
En 1954, Sutor se rend au Royaume-Uni et obtient une bourse de voyage et une bourse d'études Bathurst au Newnham College de Cambridge. Là, elle a obtenu un doctorat sur les structures des purines et des nucléosides en 1958,. Au cours de son deuxième doctorat, Sutor a identifié la structure de la caféine, et a montré qu'elle peut facilement recristalliser sous sa forme monohydratée,.

## Recherche et carrière
Sutor a déménagé en Australie en 1958, travaillant comme agent de recherche à Melbourne,. En 1959, elle est retournée en Grande-Bretagne pour prendre une bourse Imperial Chemical Industries au Birkbeck College de l'Université de Londres, où elle a travaillé avec John Desmond Bernal, Rosalind Franklin et Aaron Klug sur l'application de la cristallographie aux rayons X en biologie moléculaire,. Elle a travaillé sur les liaisons hydrogène et la chimie numérique, en écrivant des programmes pour l'Electronic Delay Storage Automatic Calculator (EDSAC). Sutor a utilisé le concept d'électronégativité, introduit par Linus Pauling en 1932, pour expliquer les liaisons hydrogène. Elle a étudié les distances de Van der Waals raccourcies lors de la liaison hydrogène et, sur la base de ses découvertes, a proposé qu'un groupe C-H activé par ionisation partielle puisse participer à la liaison hydrogène (appelées liaisons CH···O (en)),. Elle a étudié la structure de l'acrine, de l'ADN et d'autres composés puriques. En 1962, Sutor a publié la première preuve cristallographique de la liaison CH O. Son travail s'est étendu des structures cristallines à petites molécules aux alcaloïdes .
Son travail a été critiqué par Jerry Donohue, qui a contesté ses distances de Van der Waals et a affirmé qu'elle avait des problèmes de données. À l'époque, les manuels de Donohue se trouvaient dans la plupart des laboratoires, et il était un critique commun pour les articles universitaires, y compris les structures cristallines. Carl Schwalbe a émis l'hypothèse que cela pourrait être dû à la jalousie universitaire, déclarant en 2019 que "l'acceptation des femmes dans la science, en particulier les sciences physiques, n'était en aucun cas complète",.
Sutor est retournée en Nouvelle-Zélande et a travaillé brièvement au Département de la recherche scientifique et industrielle (en) avant de prendre un congé pour s'occuper de son père, décédé en 1964,. En 1966, Sutor s'est vu offrir un emploi par Kathleen Lonsdale à l'University College de Londres. Elle a étudié les calculs urinaires et a cherché des moyens de les prévenir,. Sutor a eu de bons contacts avec le personnel hospitalier, et a même réussi à sécuriser la pierre vésicale (en) de Napoléon III. Elle a été soutenue par une subvention de la fondation Nuffield (en). En 1979, Sutor est devenu malvoyante et plus « intéressée par les aspects théoriques de la croissance des calculs »,.

## Mort et héritage
Sutor est décédée d'un cancer à Londres le 27 mai 1990. Elle a légué sa succession de plus de 500 000 £ pour la création de bourses June Sutor pour la recherche au Moorfields Eye Hospital (en) sur la prévention de la cécité.
Les prédictions de Sutor sur la liaison hydrogène ont été confirmées par Robin Taylor et Olga Kennard (en) dans les années 1980,. Leurs travaux comprenaient 113 diagrammes de diffraction de neutrons dans la base de données cristallographique de Cambridge (en) et ont révélé que les distances de liaison C-H⋯O de Sutor étaient correctes à 0,003 nm. Gautam Radhakrishna Desiraju (en) a consacré un chapitre de son livre sur les liaisons hydrogène aux travaux de Sutor, et Carl Schwalbe a comparé les structures citées par Sutor aux redéterminations modernes.

## Publications (sélection)
- (en) D. JUNE SUTOR, « The C–H… O Hydrogen Bond in Crystals », Nature, NPG et Springer Science+Business Media, vol. 195, no 4836,‎ juillet 1962, p. 68-69 (ISSN 1476-4687 et 0028-0836, OCLC 01586310, DOI 10.1038/195068A0).
- (en) D. J. Sutor, S. E. Wooley et J. J. Illingworth, « Some aspects of the adult urinary stone problem in Great Britain and Northern Ireland », British Journal of Urology, Wiley-Blackwell, vol. 46, no 3,‎ 1er juin 1974, p. 275-288 (ISSN 0007-1331 et 1365-2176, PMID 4843724, DOI 10.1111/J.1464-410X.1974.TB03828.X, lire en ligne).
- (en) Sutor DJ et Wooley SE, « The organic matrix of gallstones », Gut, BMJ Group (d), vol. 15, no 6,‎ 1er juin 1974, p. 487-491 (ISSN 0017-5749 et 1468-3288, OCLC 01641120, PMID 4854981, PMCID 1413007, DOI 10.1136/GUT.15.6.487).